# Gabriel Laub
Gabriel Laub (ur. 24 października 1928 w Bochni, zm. 3 lutego 1998 w Hamburgu) – polsko-czesko-niemiecki pisarz, publicysta, dziennikarz, satyryk i aforysta żydowskiego pochodzenia.

## Życiorys
Wychowywał się w kupieckim domu w Krakowie. Po wybuchu wojny jego rodzina uciekła do Lwowa, stamtąd została przez Sowietów deportowana do Uzbekistanu. W 1946 roku powrócił do Polski. Po zdaniu matury w Krakowie przeprowadził się w roku 1948 do Czechosłowacji, uzyskując w tym samym roku obywatelstwo czechosłowackie. W Pradze studiował nauki społeczno-polityczne. Pracował jako dziennikarz. W 1968 wyemigrował do Niemiec, zamieszkał w Hamburgu, pisząc odtąd w języku niemieckim. W 1976 został prezydentem PEN emigracyjnych pisarzy niemieckojęzycznych.
Zmarł w Hamburgu wskutek długotrwałej choroby nowotworowej. Został pochowany w Izraelu obok grobu swoich rodziców.

## Twórczość
Cenione są jego aforyzmy, nawiązujące do aforystyki J.S. Leca. Aforyzmy Gabriela Lauba są utrzymane w pesymistycznej tonacji, ale ten pesymizm nie jest celem samym w sobie, a poprzez groteskowe wyolbrzymienie ma doprowadzić czytelnika do poznania dobra. Jako satyryk komentował otaczającą go rzeczywistość z pozycji antydoktrynalnych, krytykując zarówno lewicowe, jak i prawicowe ideologie. Pisał też powieści. Tłumaczył na język niemiecki utwory autorów polskich, słowackich i rosyjskich (m.in. Solżenicyna). Przyswoił literaturze niemieckiej utwory Havla i Nałkowskiej. Był autorem scenariuszy filmowych.

### Wybrane utwory
- Der Aufstand der Dicken (1963)
- Verärgerte Logik (1969)
- Alle Macht den Spionen (1968)
- Erlaubte Freiheiten (1975)
- Denken erlaubt (1977)
- Gespräche mit dem Vogel (1984)
- Denken verdirbt den Charakter (1984)
- Unordnung ist das ganze Leben. (1992)
- Entdeckungen in der Badewanne (1987)
- Dabeisein ist nicht alles (1989)